# Музей полку Грін Ховардс
Музей полку «Грін Говардс» — музей піхотного полку «Грін Ховардс» Британської армії. Він розташований у старій церкві Святої Трійці в центрі ринкової площі Річмонда, Північний Йоркшир, Англія. «Грін Ховардс» були об'єднані з Власний полк Йоркширський принца Уельського та Полк герцога Веллінгтона, усі йоркширські полки, що входять до Королівської дивізії, щоб утворити Йоркширський полк 6 червня 2006 року.

## Історія
Заснований у Річмондських казармах у 1922 році, музей переїхав на своє теперішнє місце в центрі ринкової площі Річмонда в 1973 році. У ньому зберігається колекція, яка ілюструє три століття історії полку.

## Виставка медалей
У колекції музею налічується 3750 медалей і нагород, вручених членам полку, у тому числі 16 Хрестів Вікторії (VC) і три Георгіївські хрести.
Хрест Вікторії підполковника Олівера Сіріла Спенсера Вотсона VC DSO, який командував 2-м/5-м Власним легким піхотним полком короля Йоркшира на момент нагородження VC, також зберігається в музеї. Він був нагороджений VC за доблесть 28 березня 1918 року в Россіньоль Вуд, Франція. Організовуючи бомбардувальні групи та очолюючи атаки під сильним вогнем, він загинув, прикриваючи відхід своїх людей.
Медальна планка рядового Генрі Тенді VC DCM MM, який 26 липня 1918 року був переведений з 12-го батальйону «Грін Ховардс» до 5-го батальйону полку герцога Веллінгтона (Західний Райдінг), також зберігається в полку. Тенді був нагороджений VC за доблесть під час контратаки після захоплення Маркуен, Франція, 28 вересня 1918 року, і цитата до неї була надрукована в The London Gazette 14 грудня 1918 року. DCM Тенді (Північний канал, під час 2-ї битви при Камбре 28 серпня 1918 року) і MM (Авренкур 12 вересня 1918 року) також були вручені йому під час служби в 5-му батальйоні.

## Зовнішні посилання
Веб-сайт музею